# Ресторан Има дана
Ресторан Има дана је саграђен средином ХХ века и налази се  у познатој боемској четврти Скадарлија у Београду. Скадарлија представља центар културних и музичких збивања.

## О ресторану
Ресторна Има дана се налази на месту старе стамбене куће, коју је саградио архитекта Угљеша Богуновић. У тој кући су живели многи познати песници, сликари, певачи, боеми. У самој унутрашњости ресторана налазе се слике познатих посетилаца, а слике је осликао академик сликар и велики боем Марио Маскарели.

### Ресторан данас
У ресторану Има  дана осим  бројних специјалитета из старе српске кухиње могу  се чути звуци староградске музике, песма, фолклор, разне рецитације, анимације, такође се могу видети и  сликарске изложбе. Разне познате личности су посетили овај ресторан, личности са политичке сцене, људи из света културе, спорта, привреде и туризма.  Многи су овај ресторан поредили са Максимом у Паризу, а Скадарлију са париским Монмартром.  Ресторан Има дана је био представљен  са својим анимационим, угоститељским и музичким програмом у многим европским метрополама, чак и у Јапану, и представља једну од београдских знаменитости.